# Harry S. Ross
Harry Spencer Ross (* 14. November 1876 in Crown Point, Indiana; † 20. Mai 1955 in Altadena, Kalifornien) war ein US-amerikanischer Beamter und Politiker (Demokratische Partei).

## Werdegang
Harry Spencer Ross, Sohn von William Wesley Ross und Marie Louisa Miller, wurde 1876 in Crown Point geboren, der Kreisstadt vom Lake County. Über seine Jugendjahre ist nichts bekannt. Ross erlernte Stenografie am Chicago Business College. Danach fand er eine Anstellung bei der E.J. Decker Company und arbeitete sich in der Folgezeit zum Büroleiter hoch. Ross zog in das Arizona-Territorium. Er kam 1902 mit dem Zug in Tombstone (Cochise County) an. Am 30. Mai 1902 wurde er ein Deputy im Recorder-Büro vom Cochise County – ein Posten, welchen er die nächsten zwei Jahre innehatte. Ross gründete 1904 die Cochise Abstract Company of Tombstone und betrieb das Unternehmen ein Jahr lang. Von 1907 bis 1914 war Ross unter den Assessors Charles R. Howe und E.A. Hughes als Chief Deputy Assessor tätig. Während dieser Zeit saß er auch zwei Jahre lang im Tombstone City Council.
Ross fungierte von 1915 bis 1918 zwei zweijährige Amtszeiten lang als Kämmerer vom Cochise County. Danach war er von 1919 bis Ende 1920 eine zweijährige Amtszeit lang als State Treasurer von Arizona tätig. 1920 gewann er die demokratischen Vorwahlen für den Posten des Secretary of State von Arizona. In der Folgezeit wurde die Wahl aber erfolglos durch seinen Herausforderer Charles de Sales Wheeler wegen eines angeblichen Fehlers bei der Stimmenwerbung von Wählern vor Gericht angefochten. In diesem Zusammenhang sagte Ross folgendes:

“I made as clean a campaign as was ever waged in this state and would not have the nomination unless it was mine by right of votes. While I do not understand how Mr. Wheeler can hope to overcome my majority, his complaint leaves the state open to recount.”

„Ich habe einen sauberen Wahlkampf geführt, wie immer in diesem Bundesstaat. Ich wäre nicht nominiert, sofern das Volk dies nicht wollte. Was ich nicht verstehe, wie Mr. Wheeler hoffen kann meinen Vorsprung zu überwinden. In seiner Klage lässt er dies offen.“

Bei den folgenden Wahlen für den Posten des Secretary of State von Arizona erlitt Ross eine Niederlage gegen den Republikaner Ernest R. Hall.
Danach zog er nach Kalifornien und ließ sich in Altadena (Los Angeles County) nieder. Dort arbeitete er bis zu seinem Tod im Jahr 1955 für die Title Insurance and Trust Company of Los Angeles. Er wurde auf dem Inglewood Memorial Park Cemetery in Inglewood (Los Angeles County) beigesetzt.

## Familie
Ross war zweimal verheiratet. Am 20. Juni 1900 heiratete er seine erste Ehefrau Gertrude Mabelle Abbs. Das Paar bekam einen Sohn namens Claude Spencer Ross. Er wurde am 15. Juni 1902 in Chicago (Illinois) geboren. Am 16. Januar 1904 verstarb seine erste Ehefrau in Tombstone im Alter von 25 Jahren. Nach den Aufzeichnungen der Volkszählung von 1930 lebte Claude in Los Angeles bei seinen Großeltern väterlicherseits. Am 6. Juni 1906 heiratete Ross seine zweite Ehefrau Maud Mary Horton, Tochter von William G. und Lucy P. Horton. Sie stammt aus Michigan. Das Paar bekam vier Kinder: Marie Louise Ross Marlow (* 1907), Raymond William Ross (* 4. November 1909), Mabel Lucy Ross Schildt (* 7. April 1913) und Elizabeth May Ross (* 5. Mai 1916).

## Trivia
Maud Ross machte folgende Aussage über den Charakter ihres Ehemannes gegenüber der Arizona State University:

“When Mr. Ross first started collecting taxes for the county he rode horse back, carrying the money in a canvas sack tied to his saddle. Later he had a Ford car, a novelty to the country people. One day passing a little school house the teacher dismissed the pupils so they could go outside and see it. He drove back and took teacher and all for ride. Together with Mr. Howe, the Assessor, they made a map of the county, making it easier to find the districts.  But it was never easy collecting taxes in those early days. People didn’t want to pay them any more than they do now and made a big fuss about it. He had many an argument. But he was fair and just and soon won their respect.”

„Als Mr. Ross damit anfing die Steuern für das County einzukassieren, ritt er sein Pferd zurück mit dem Geld in einem Leinensack an seinem Sattel gebunden. Später hatte er ein Auto von Ford, eine Neuheit für die Leute im County. Eines Tages fuhr er an einem kleinen Schulgebäude vorbei. Der Lehrer hat gerade die Schüler verabschiedet, so dass sie nach darußen gehen konnten und es sehen. Er fuhr zurück und nahm den Lehrer auf eine Spritztour mit. Zusammen mit dem Assessor Mr. Howe fertigte er eine Karte vom County an, um die Bezirke einfacher zu finden. Aber zu jenen frühen Tagen war es nie einfach die Steuern einzukassieren. Die Leute wollten sie genauso wenig bezahlen, wie sie es heute tun und machten einen großen Aufstand darüber. Es hat viel Streit gegeben. Aber er war anständig und gerecht, so dass er bald ihren Respekt gewann.“